# Burze magnetyczne w 2024 roku

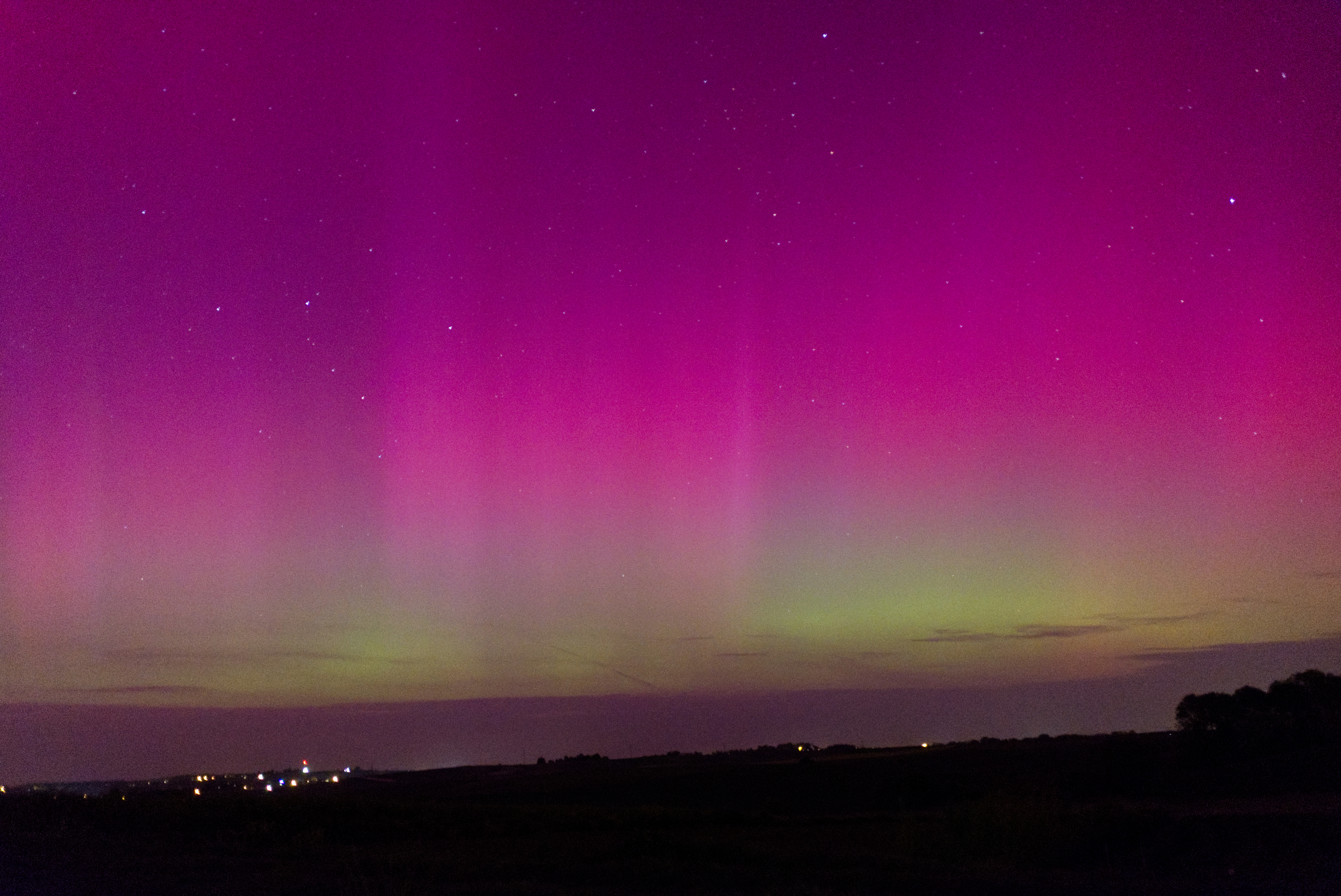
Zorza polarna widziana w obiektywie aparatu 10 maja 2024 roku w Krakowie

Burze magnetyczne w 2024 roku – seria intensywnych burz magnetycznych wywołana silnymi rozbłyskami słonecznymi, trwająca od 10 do 12 maja 2024 roku, podczas 25. cyklu słonecznego. Ich skutkiem było pojawienie się zórz polarnych na znacznie niższych niż zwykle szerokościach geograficznych, zarówno na półkuli północnej, jak i południowej. Po raz pierwszy od 1921 roku zorzę polarną zaobserwowano nad Portoryko (18° N), a po raz pierwszy od wielkiej burzy geomagnetycznej z 1859 roku obserwowano ją z terytorium Nowej Kaledonii (21° S). Tym samym była ona jedną z najsilniejszych burz geomagnetycznych ostatnich 500 lat. Zorza polarna widoczna była także w Polsce, również z południa kraju.

## Przyczyna
W dniu 1 maja 2024 zza wschodniej krawędzi tarczy słonecznej wyłonił się nowy niewielki region aktywny, któremu przypisano numer 3664. Po kilku dniach spędzonych na tarczy, 7 maja zaczął on wykazywać oznaki wzmożonego rozrostu oraz komplikacji konfiguracji pola magnetycznego.
W dniu 8 maja 2024 o godzinie 05:09 UT (07:09 czasu polskiego) region 3664 wytworzył rozbłysk słoneczny klasy X1.0. Następnie region ten wytworzył jeszcze dwa silniejsze rozbłyski klasy M8.6 oraz ponownie X1.0, odpowiednio o 12:04 UT oraz 20:34 UT. Rozbłyski te wytworzyły koronalne wyrzuty masy (CME) skierowane w stronę Ziemi.
W dniu 9 maja 2024 region 3664 wytworzył dodatkowe dwa rozbłyski klasy X2.2 (09:13 UT) i X1.1 (17:44 UT), również połączone z uwolnieniem CME skierowanego w Ziemię. Tego dnia rozbłysk klasy X1.0 wytworzył także region aktywny numer 3663, ale nie był on związany z powstaniem CME.
W dniu 10 maja 2024 region 3664 wytworzył rozbłysk klasy X3.9 (06:54 UT), połączony z uwolnieniem słabego CME częściowo skierowanego w Ziemię.
W dniu 11 maja 2024 region 3664 wytworzył najsilniejszy dotychczas rozbłysk klasy X5.8 (01:23 UT), który uwolnił jasne CME częściowo skierowane w Ziemię.

## Burze magnetyczne
Trzy koronalne wyrzuty masy z 8 maja 2024 roku dotarły do Ziemi 10 maja, powodując burze magnetyczne skutkujące jasnymi i bardzo długotrwałymi zorzami polarnymi. Zorze polarne można było zobaczyć w całej Europie po zachodzie słońca. W Ameryce Północnej zorze polarne obserwowano m.in. na Florydzie, w Zacatecas oraz Portoryko. Na półkuli południowej zorzę polarną zaobserwowano w Nowej Zelandii, Australii, Chile, Argentynie, południowej Afryce i Nowej Kaledonii. Zjawisko zostało sklasyfikowane jako burza magnetyczna klasy G5, co czyni je najbardziej intensywną burzą od czasu burz magnetycznych w 2003 roku i jedną z najsilniejszych burz geomagnetycznych ostatnich 500 lat.
11 maja burze geomagnetyczne trwały nadal w nieco mniejszym nasileniu. W nocy z 11 na 12 maja zorza polarna pojawiła się ponownie nad Europą, w tym nad Polską.
Prognozowano, że kilka innych koronalnych wyrzutów masy dotrze do Ziemi 12 lub 13 maja 2024 roku, wywołując kolejne burze geomagnetyczne. Ich wpływ na magnetosferę Ziemi okazał się jednak ograniczony, tym samym burza geomagnetyczna stopniowo wygasła. 13 maja 2024 przewidywano już tylko możliwość wystąpienia słabszych zaburzeń pola magnetycznego klasy G1 lub G2.

## Skutki
Burze negatywnie wpłynęły na komunikację radiową w pasmach fal krótkich, fal metrowych i fal decymetrowych, zapobiegając tworzeniu się jonosfery, a tym samym zakłócając propagację fal radiowych. Z powodu intensywności burz magnetycznych, konstelacja satelitarna Starlink doświadczyła znacznego pogorszenia jakości swoich usług.
W Nowej Zelandii firma energetyczna Transpower wyłączyła prewencyjnie niektóre z linii przesyłowych z eksploatacji w obawie przed skutkami burzy. W Stanach Zjednoczonych firmy telekomunikacyjne AT&T i T-Mobile oświadczyły, że są przygotowane do reagowania na zakłócenia w swoich sieciach.
11 maja 2024 roku amerykańska Narodowa Agencja Oceanów i Atmosfery poinformowała, że wystąpiła degradacja funkcji systemu GPS oraz komunikacji radiowej. Zarówno Federalna Agencja Zarządzania Kryzysowego oraz Departament Energii Stanów Zjednoczonych nie zgłosiły żadnego znaczącego wpływu burz magnetycznych na populację. Naukowcy z University of Victoria odkryli, że burza magnetyczna uruchomiła kompasy w podmorskich obserwatoriach rozmieszczonych na głębokości nawet 2,7 kilometrów pod powierzchnią oceanu.
Niektórzy użytkownicy dronów podczas burzy doświadczyli trudności z utrzymaniem stabilnego położenia, zakłóceń sygnałów GPS, a w niektórych przypadkach nagłej utraty kontroli nad dronem, co doprowadzało najczęściej do kolizji. 
Konstelacja satelitarna Starlink doświadczyła pogorszenia świadczonych usług z powodu intensywności burzy, jednak cała konstelacja pozostała sprawna. Burza spowodowała jednak problemy z zasilaniem sondy kosmicznej Gaia należącej do Europejskiej Agencji Kosmicznej.

## Galeria

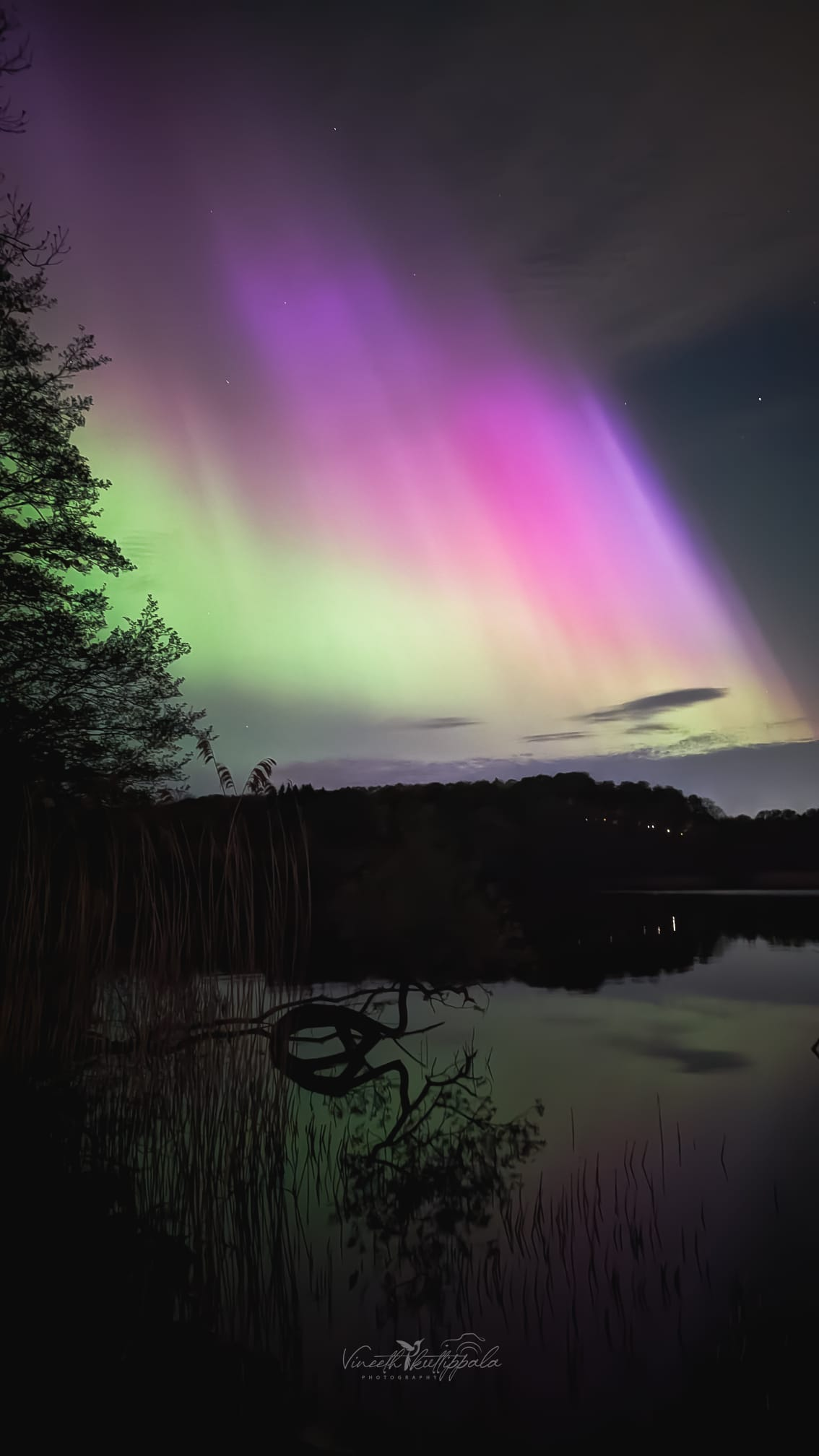
Göteborg, Szwecja (57° N)
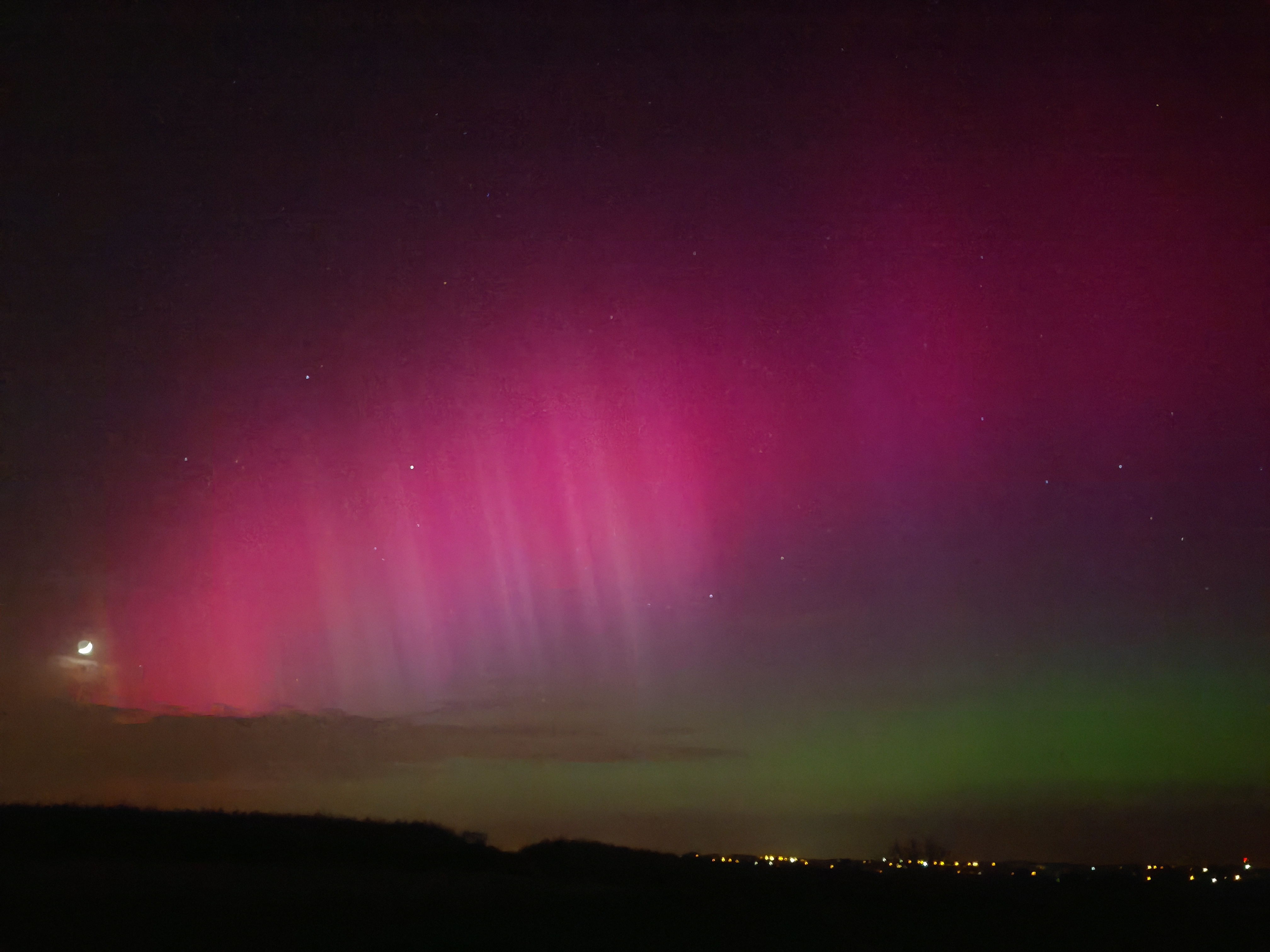
Kraków, Polska (50° N)
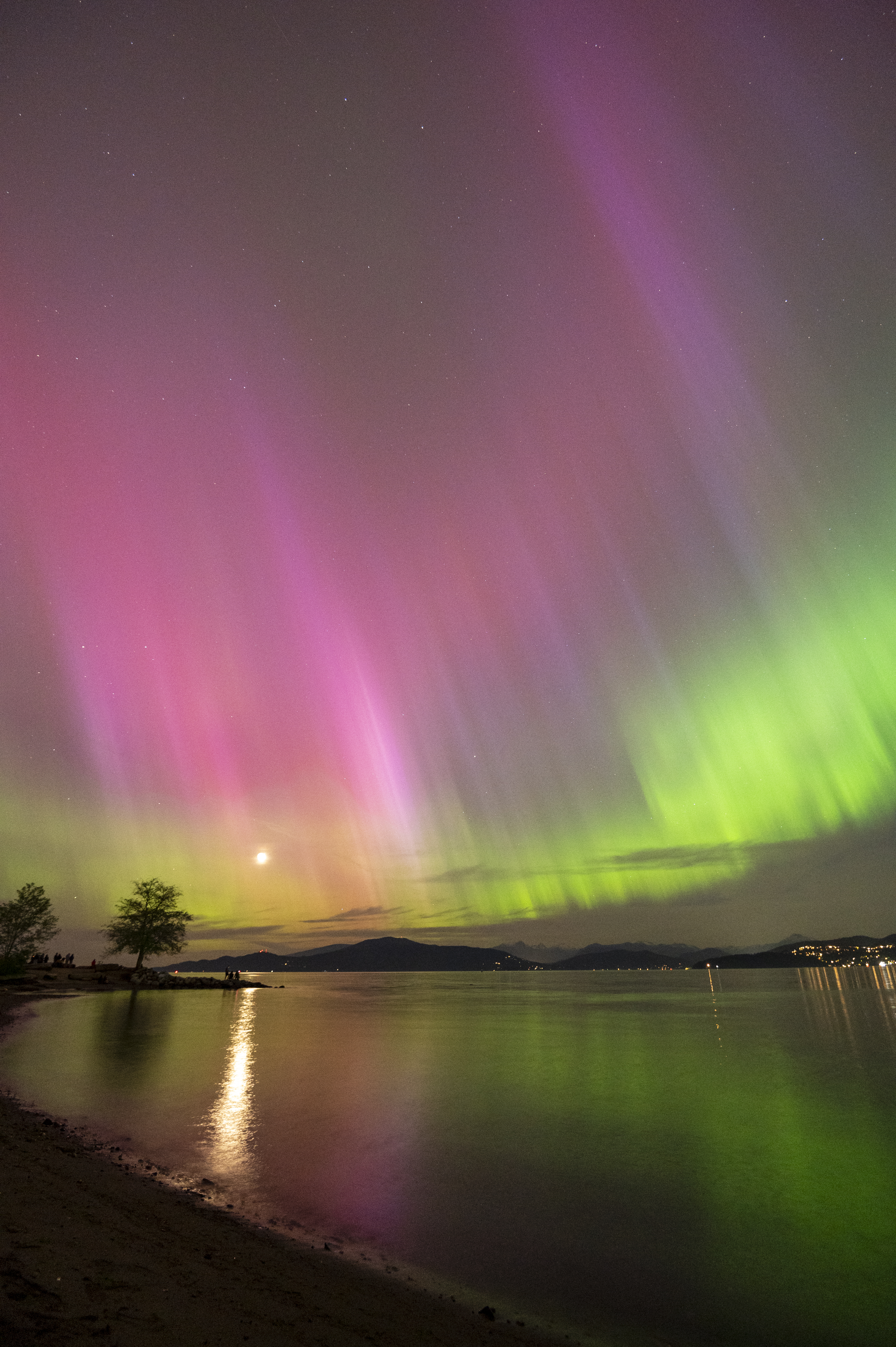
Vancouver, Kanada (49° N)
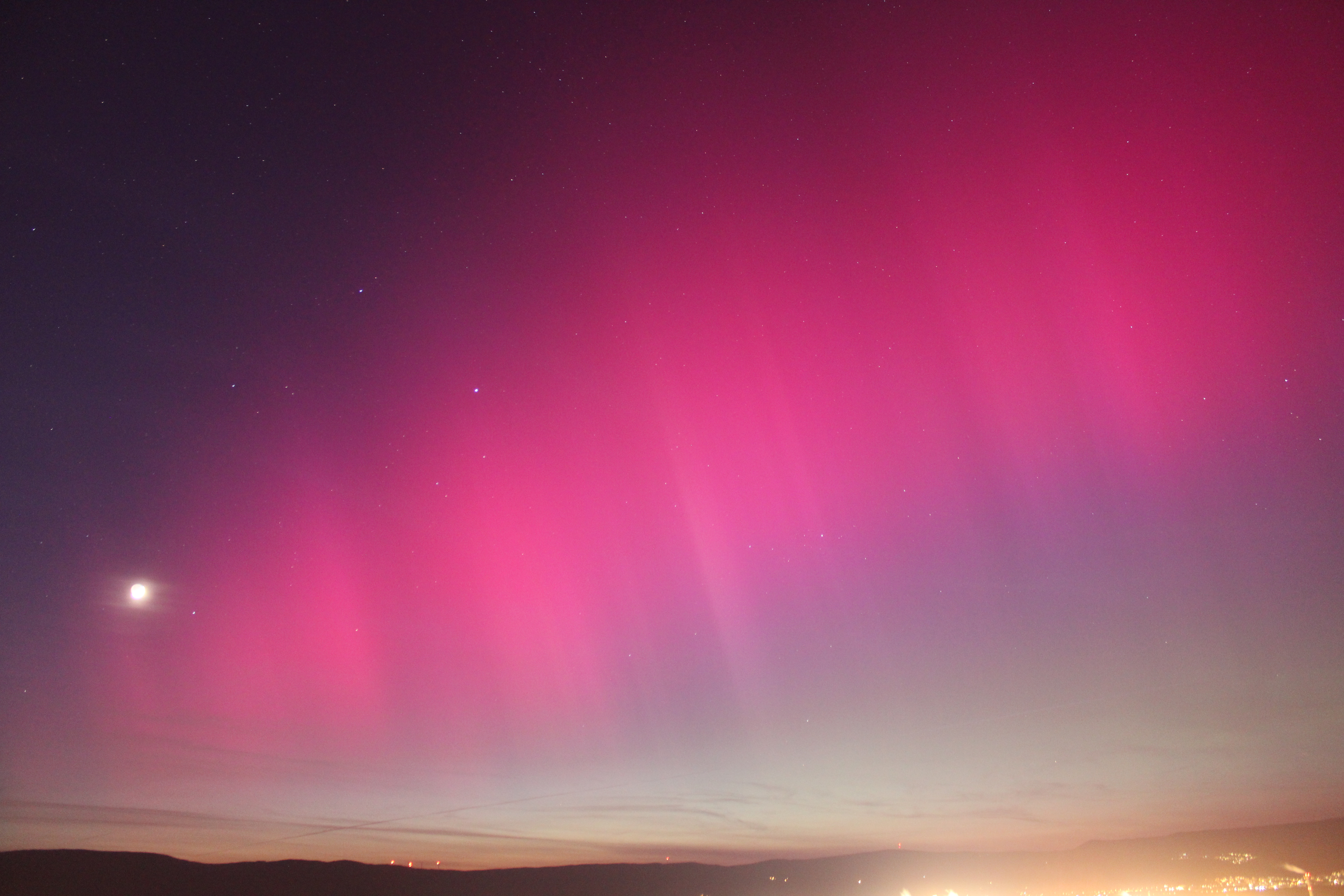
Czechy (49° N)
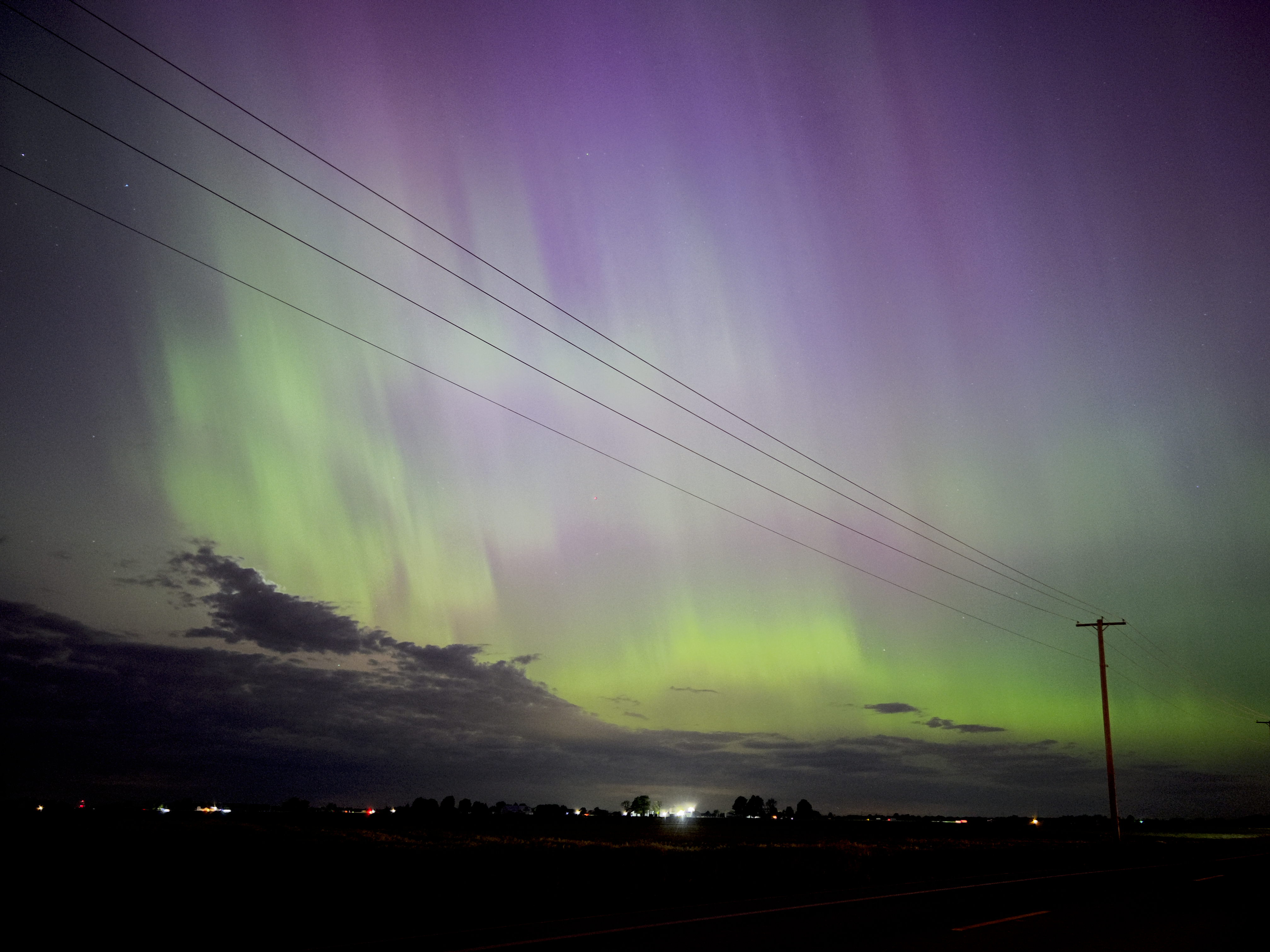
Sylvania, Ohio, Stany Zjednoczone (41° N)
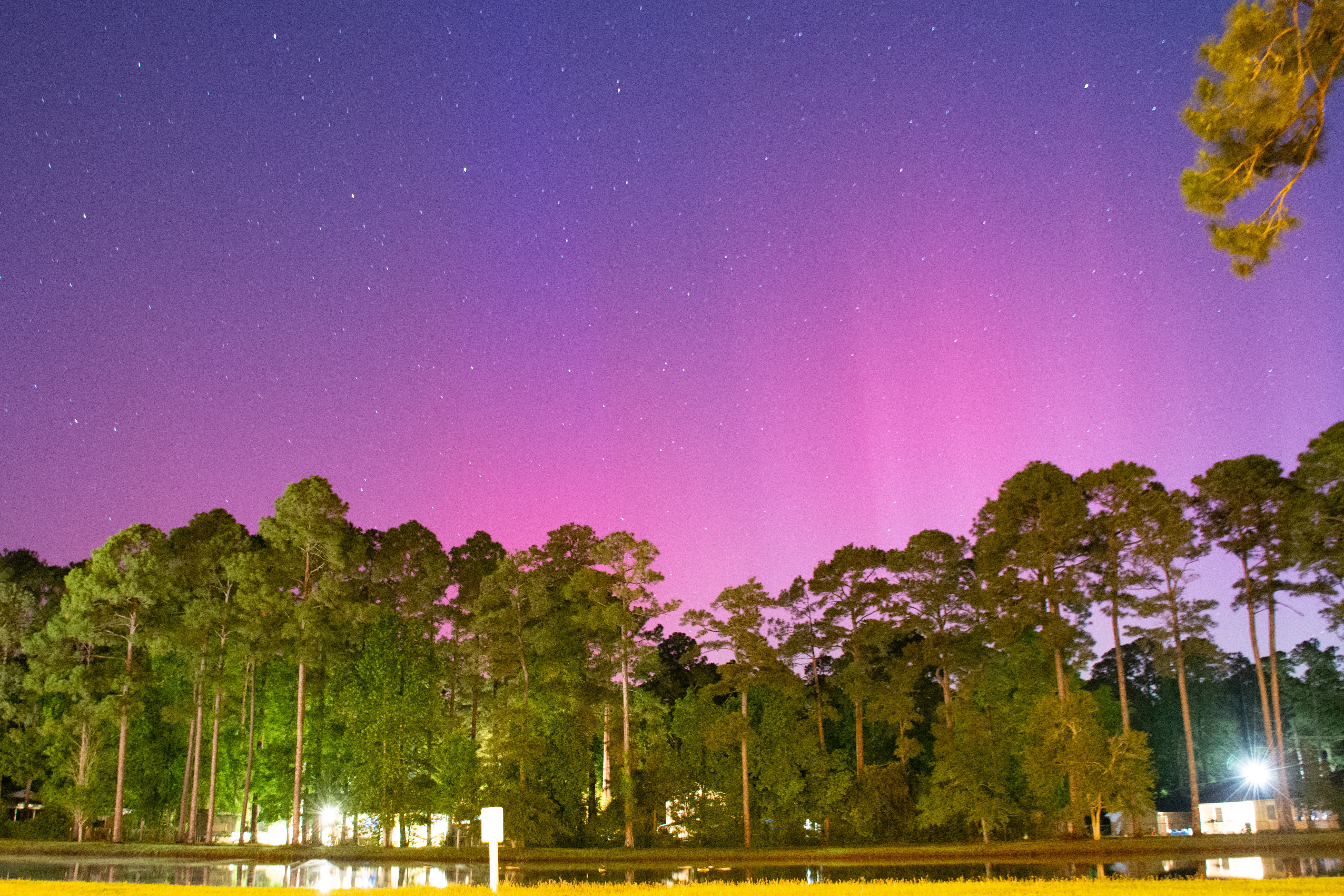
Pawleys Island, Karolina Południowa, Stany Zjednoczone (33° N)
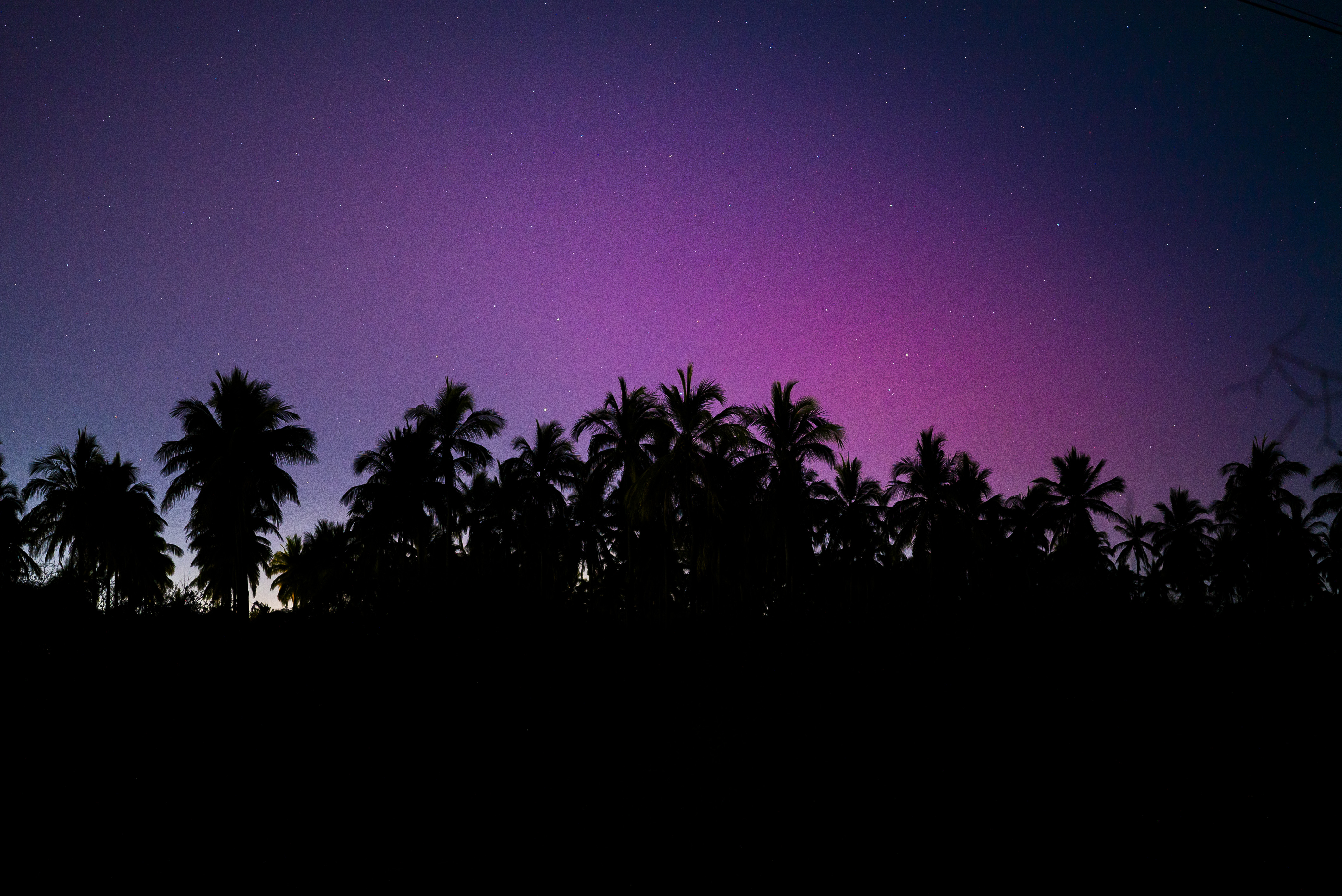
Mazatlán, Meksyk (23° N)
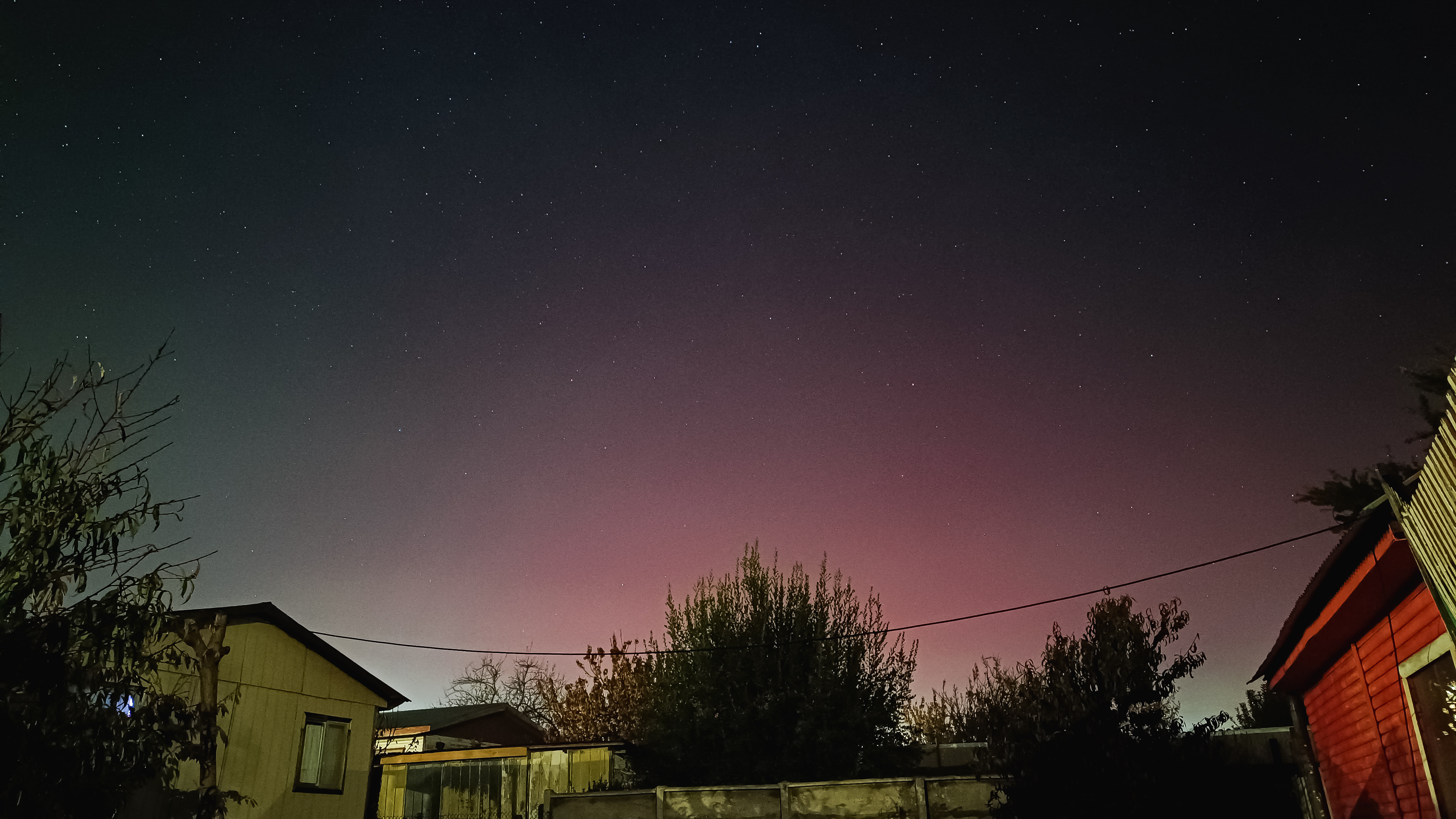
Quillón, Chile (36° S)